# Route I/76 (Slovaquie)
Pour les articles homonymes, voir I76 et Route 76.
La I/76 (en slovaque : cesta I. triedy 76) est une route slovaque de première catégorie reliant Štúrovo à Hronský Beňadik. Elle mesure 74,4 km.

## Tracé
- Région de Nitra
  - Štúrovo
  - Nána
  - Kamenný Most
  - Kamenín
  - Bíňa
  - Čata
  - Pohronský Ruskov
  - Hronovce
  - Želiezovce
  - Šarovce
  - Tekovský Hrádok
  - Kalná nad Hronom
  - Nový Tekov
  - Malé Kozmálovce
- Région de Banská Bystrica
  - Hronský Beňadik